# Собор Вознесения Господня (Муром)
Собор Вознесения Господня — православный храм в городе Муроме Владимирской области, кафедральный собор Муромской епархии Русской православной церкви.

## История
Первое документальное упоминание о храме относится к 1573/1574 году, когда в сотной выписи на Муромский посад в числе городских церквей названа и Вознесенская церковь.
В 1729 году на месте деревянного храма на пожертвования бургомистра Василия Анисимовича Смольянинова, комиссара Осипа Ивановича Названова и бывшего подьячего Алексея Герасимова была построена каменная церковь, а позднее к ней был пристроен холодный Входоиерусалимский придел. Храм относился к церквям так называемого ярославского типа — пятиглавый храм с обширной трапезной и высокой шатровой колокольней. Фасад храма украшают окна с наличниками-теремами, карниз из трёхступенчатого поребрика и колонки с изящными капителями на углах. Муромским краеведом Н. Г. Добрынкиным утверждалось, что по епархиальному списку здесь прежде находился женский Вознесенский монастырь, хотя больше ни в каких источниках это не упомянуто.

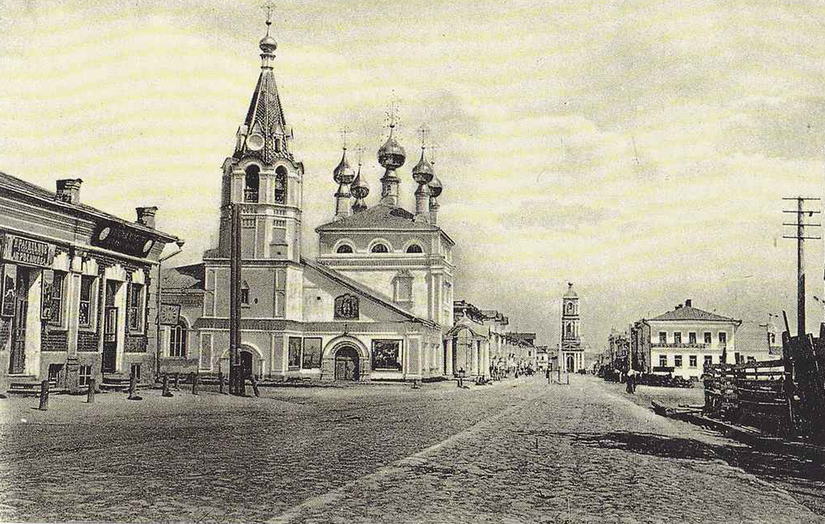
Храм в начале XX века

В 1771 году для богослужений в зимнее время была построена деревянная церковь в честь Владимирской иконы Пресвятой Богородицы.
В 1840 году на колокольне было установлено 10 колоколов. Один из них весом в 200 пудов (3276 кг) был отлит в 1830 году на средства, пожертвованные почётными муромскими гражданами — Петром и Андрианом Мяздриковыми.
В 1892 году к храму была сделана обширная пристройка, в которой был освящён алтарь в честь преподобного Сергия Радонежского. Храм первым в Муроме освещался электричеством.
В 1922 году церковь была закрыта и разорена, в 1929 году в здании устроили школу первой ступени.
Возрождение церкви началось в 1999 году, когда наместник Спасского монастыря игумен Кирилл (Епифанов) подготовил к освящению один из приделов церкви. К 2000 году в храме были произведены значительные восстановительные и реставрационные работы.
В 2013 году, в связи с образованием самостоятельной Муромской епархии, храму был придан статус кафедрального собора.

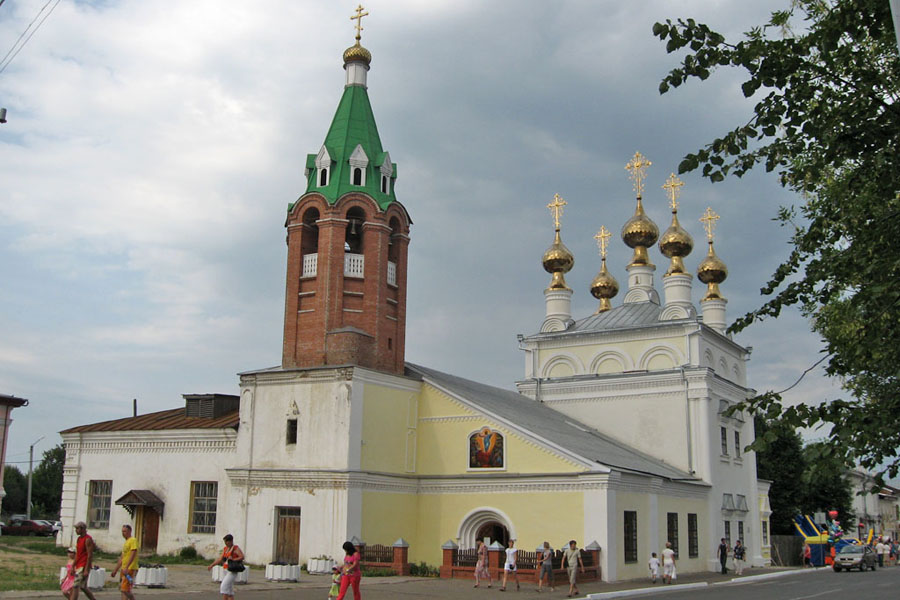
Вид с юго-запада (2010)
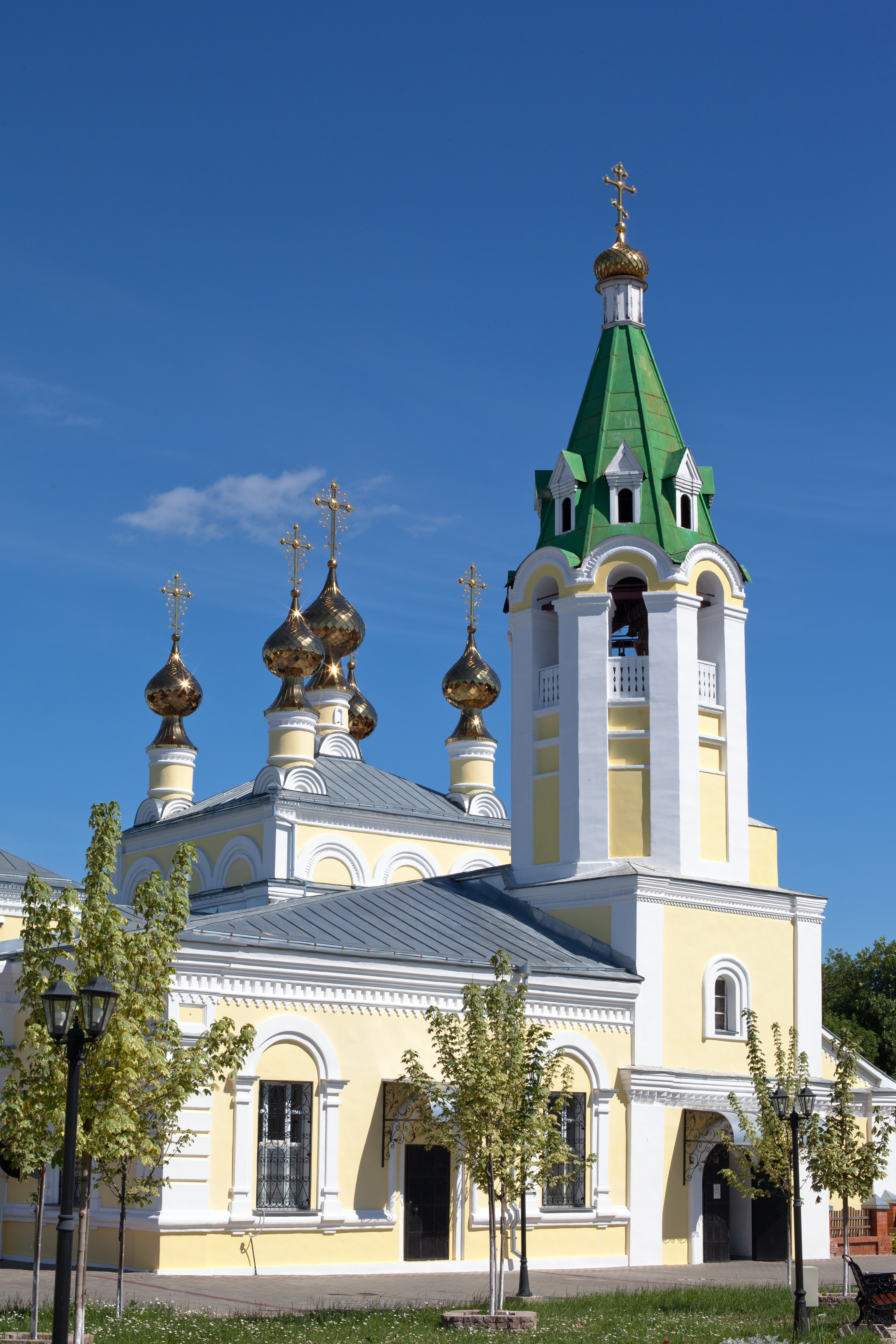
Вид с северо-запада (2016)
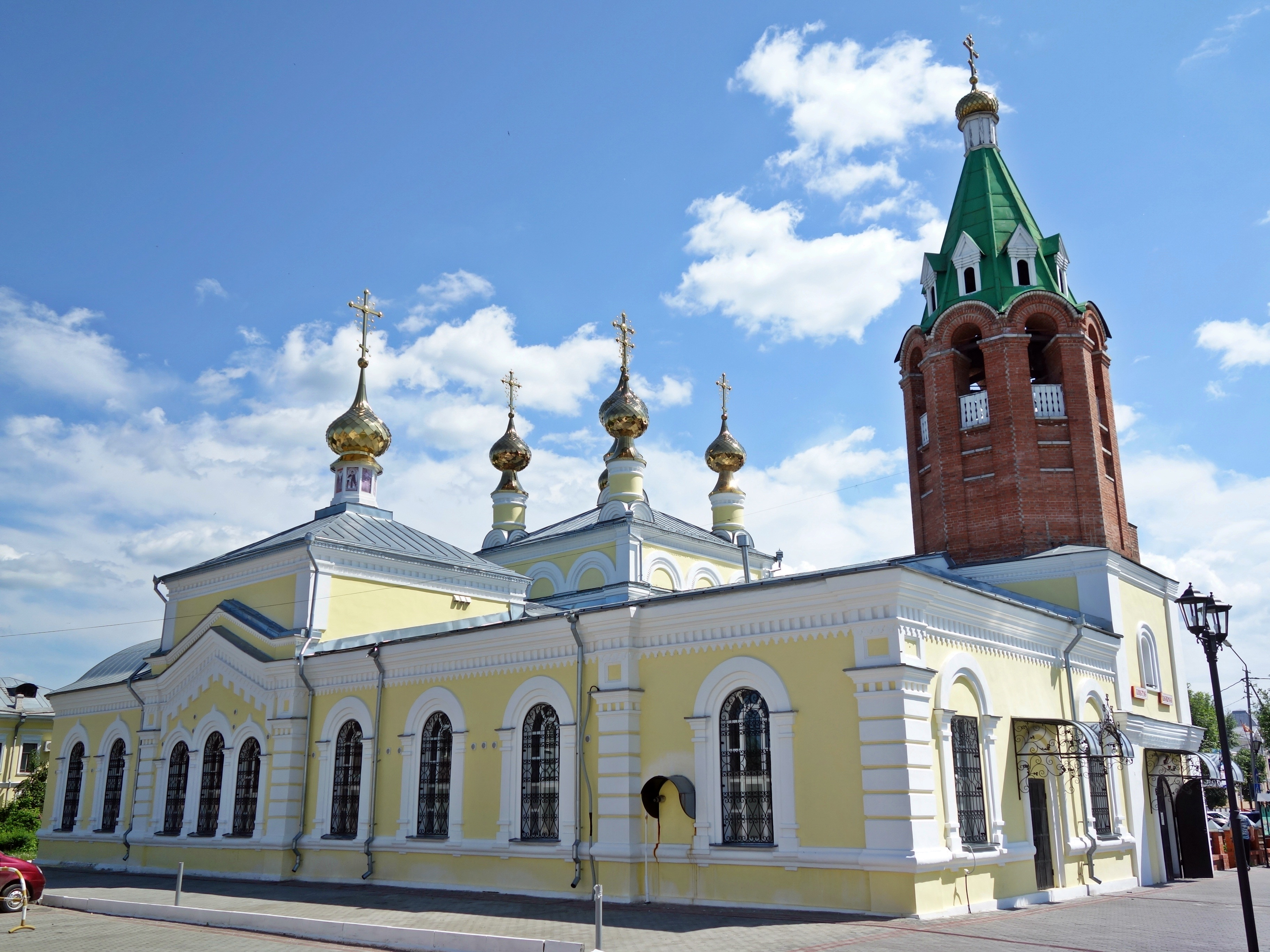
Пристройка к собору (2016)

## Священнослужители
Настоятели
- протоиерей Гавриил Ястребов[вд] (1850 — 6 февраля 1897), местночтимый святой[3]
- протоиерей Иван Семёнович Любимов (5 мая 1897[3] — 30 августа 1915).